# Valentin Crețu
Valentin Crețu (ur. 9 września 1989 w Sinaia) – rumuński saneczkarz, olimpijczyk.

## Kariera
W wieku 20 lat Valentin Crețu wziął udział w Zimowych Igrzyskach Olimpijskich 2010 w Vancouver. Podczas tych igrzysk wystąpił w jednej konkurencji saneczkarstwa, jedynkach mężczyzn, gdzie zajął 31. miejsce. Crețu wystąpił także na Zimowych Igrzyskach Olimpijskich 2014. Ponownie uczestniczył w konkurencji saneczkarskiej, jedynek mężczyzn, gdzie zajął 29. miejsce. Uczestniczył także w igrzyskach 2018 i 2022.